# 황보기
황보 기(皇甫琦, ? ~ 1285년)는 고려 후기의 문신으로, 호는 봉암(蓮唐)이다.

## 생애
문과에 급제하여 관직에 오른 것으로 추정된다.
1245년(고종 32) 대장군(大將軍)으로서 신안공(新安公) 왕전(王佺)과 함께 몽골에 사신으로 갔다가 돌아왔고, 1252년(고종 39) 판대부사(判大府事)로서 문과의 동지공거(同知貢擧)를 맡아 류성재(柳成梓) 등 44명에게 급제를 주었다.
1257년(고종 33) 좌복야(左僕射), 이듬해 추밀원부사, 또 이듬해 동지추밀원사(同知樞密院事)를 거쳤고, 문하시랑평장사(門下侍郞平章事)에 이르러 치사(致仕)했다.
1264년(원종 5) 한직에 머물러 있던 문생(門生) 이승휴(李承休)가 당시 인사권을 갖고 있던 이장용(李藏用)·류경(柳璥) 등에게 구관시(求官詩)를 지어 보내도록 조언하기도 했으며, 1285년(충렬왕 11) 졸했다.